# Med ilden i ryggen
Med ilden i ryggen er en ungdomsroman om 2. verdenskrig baseret på virkelige hændelser. Den er skrevet i 1999 af den danske forfatter Martin Petersen, der med denne bog har modtaget Kulturministeriets Børnebogspris 1999. Bogens hovedperson er den 12-årige tyske Klaus, der sammen med sin familie må flygte fra den Røde Hærs indmarch i Preussen. Klaus og hans lillesøster kommer med på det store flygtningeskib Wilhelm Gustloff, og hans lillesøster forsvinder på skibet, men Klaus, hans storesøster, Ingrid og hans mor ender i en dansk flygtningelejr. 
| Bog | Spire Denne artikel om bøger og tidsskrifter er en spire som bør udbygges. Du er velkommen til at hjælpe Wikipedia ved at udvide den. |